# Weichhaariges Schwefelkörbchen
Das Weichhaarige Schwefelkörbchen (Urospermum dalechampii) ist eine der beiden Pflanzenarten der Gattung Schwefelkörbchen (Urospermum) innerhalb der Familie der Korbblütler (Asteraceae).

## Beschreibung

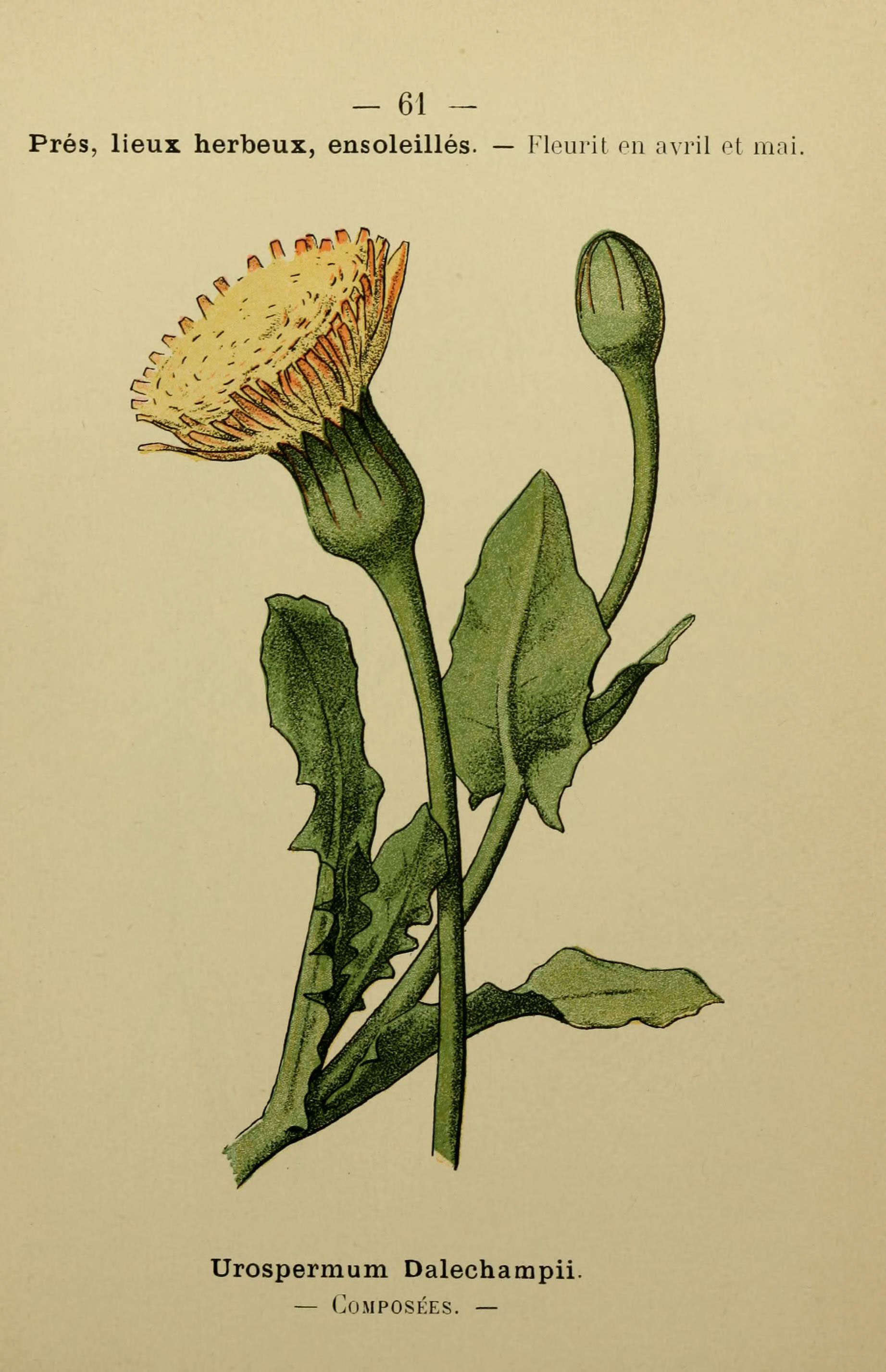
Illustration aus Flore coloriée de poche du littoral méditerranéen de Gênes à Barcelone y compris la Corse

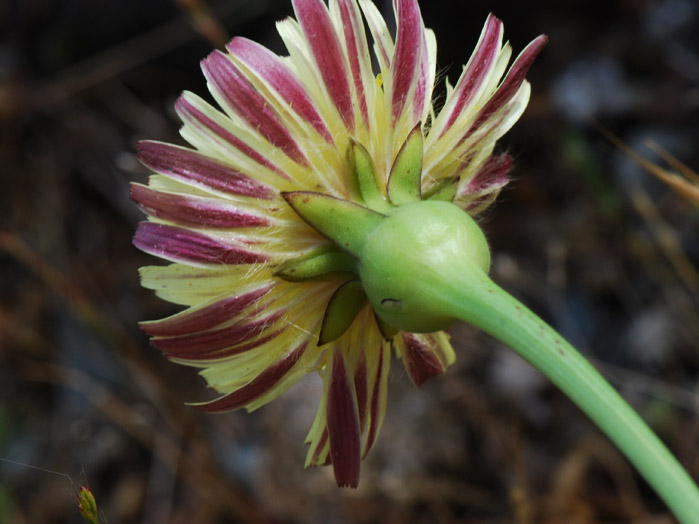
Blütenkorb von unten mit den Hüllblätter und den randlichen Zungenblüten

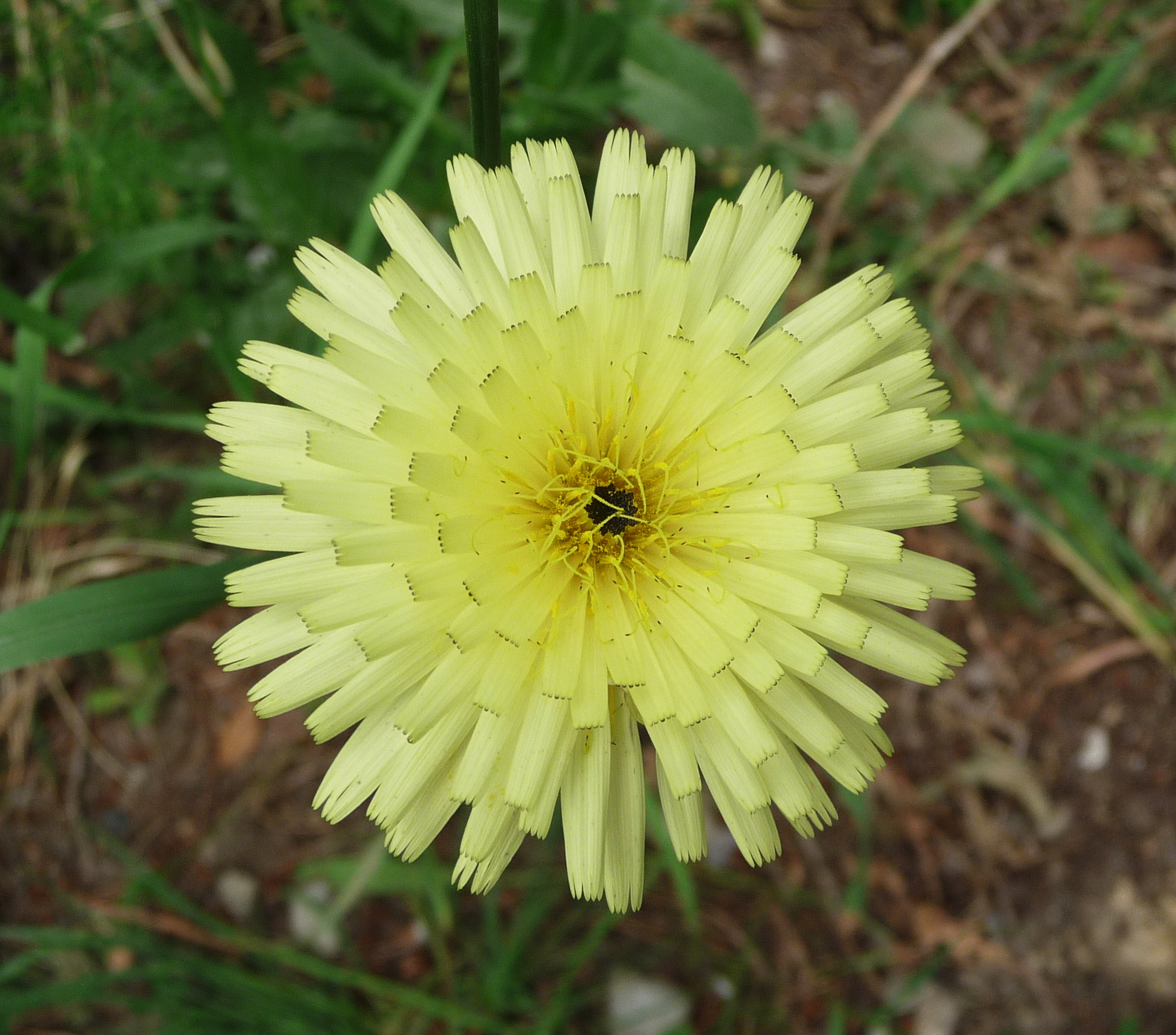
Blütenkorb von oben, gut zu erkennen sind die fünf Kronzipfel der Zunge der Zungenblüten

### Vegetative Merkmale
Urospermum dalechampii wächst als ausdauernde krautige Pflanze und erreicht Wuchshöhen von 20 bis 40 Zentimetern.
Die Laubblätter sind in einer grundständigen Blattrosette und wechselständig, die obersten gegenständig, am Stängel angeordnet. Bei den  Grundblättern ist die Blattspreite schrotsägeförmig. Die Stängelblätter sind ganzrandig oder gezähnt.

### Generative Merkmale
Das Blütezeit reicht von April bis August. Auf einem langen, kräftigen und oben verdickten Blütenstandsschaft befindet sich einzeln ein körbchenförmiger Blütenstand hat einen Durchmesser von bis zu 5 Zentimetern. Die in einer Reihe angeordneten sieben bis acht lanzettlichen Hüllblätter sind an ihrer Basis verwachsen und weichhaarig.
Der Blütenkorb enthält schwefelgelben Zungenblüten zusammen. Die randlichen Zungenblüten sind auch häufig außen rotbraun gefärbt.
Die lange, geschnäbelte Achäne besitzt einen fedrigen, schwach rotbraunen Pappus.
Die Chromosomenzahl beträgt 2n = 14.

## Vorkommen
Das Verbreitungsgebiet von Urospermum dalechampii umfasst den nordwestlichen Mittelmeerraum bis zur Balkanhalbinsel. Urospermum dalechampii kommt in Marokko, Algerien, Tunesien, Libyen, Spanien, auf den Balearen, in Monaco, Frankreich, auf Korsika, in Italien, auf Sardinien, Sizilien, Malta, in Kroatien, Bosnien und Herzegowina sowie Montenegro vor.
Sie gedeiht meist an Wegrändern sowie auf Kultur- und Brachland.

## Taxonomie
Die Erstveröffentlichung erfolgte 1753 unter dem Namen (Basionym) Tragopogon dalechampii durch Carl von Linné in Species Plantarum, 2, Seite 790. Die Neukombination zu Urospermum dalechampii (L.) Scop. ex F.W.Schmidt durch Giovanni Antonio Scopoli wurde 1795 in Franz Willibald Schmidt in Sammlung physikalisch-oekonomischer Aufsatze ... 1, Seite 276 veröffentlicht. Weitere Synonyme für Urospermum dalechampii (L.) Scop. ex F.W.Schmidt sind: Arnopogon dalechampii Willd., Tragopogon bicolor Moench, Tragopogon laetus Salisb., Tragopogon verticillatus Lam., Tragopogonodes dalechampii (L.) Kuntze, Urospermum grandiflorum St.Lager.